# Ostrożeń łąkowy
Ostrożeń łąkowy (Cirsium rivulare (Jacq.) All.) – gatunek wieloletniej rośliny zielnej należący do rodziny astrowatych. Gatunek o zasięgu środkowo-wschodnioeuropejskim. W Polsce roślina pospolita w niższych położeniach górskich. Dochodzi pod regiel dolny, poza tym występuje w pasie wyżyn i wzdłuż granicy wschodniej. Brak jej, lub na izolowanych stanowiskach pojawia się w części centralnej, północnej i zachodniej kraju.

## Morfologia

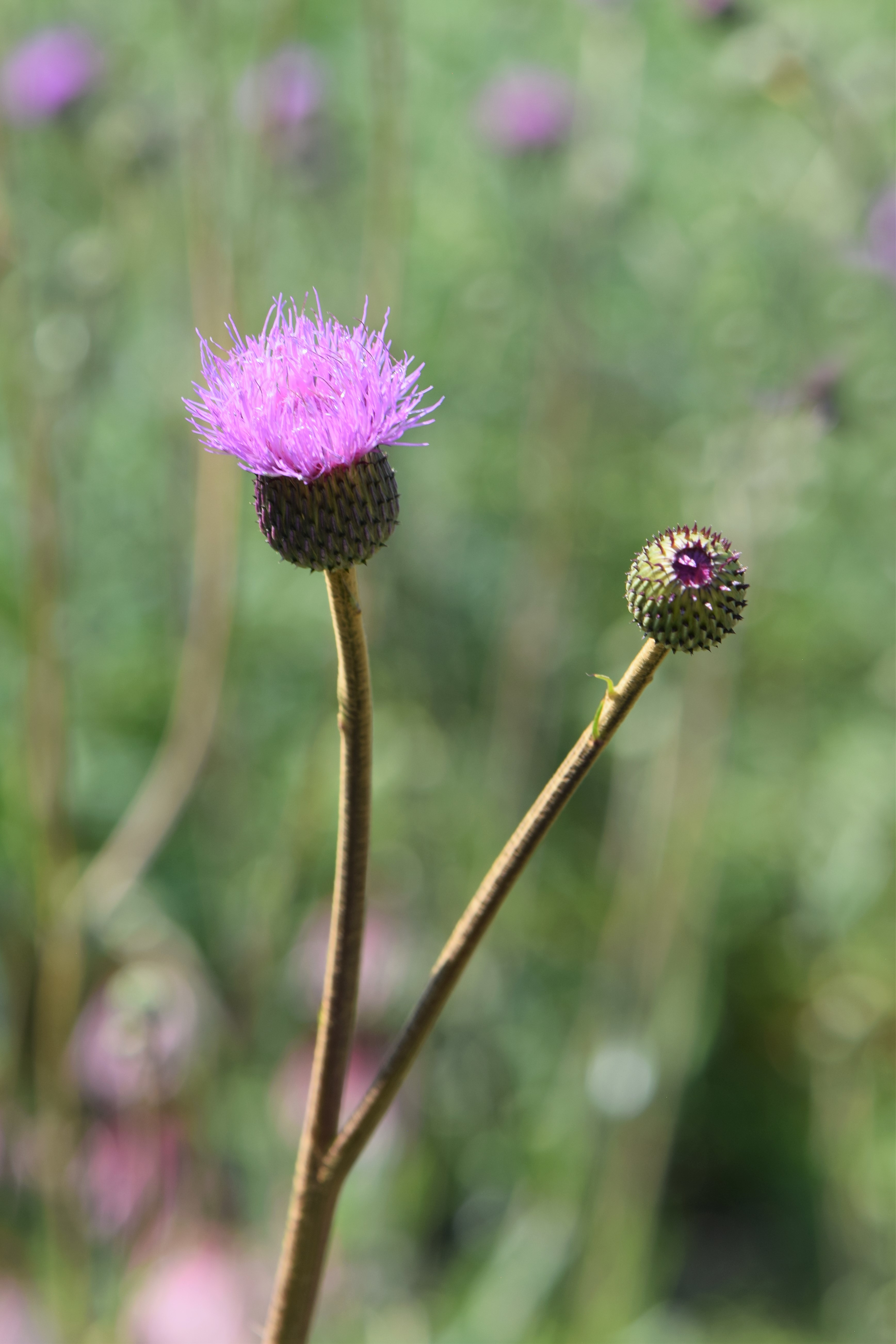
Kwiatostan

PokrójBylina tworząca w pierwszym roku wegetacji różyczkę liści, w drugim łodygę z kwiatami i owocami.
ŁodygaWzniesiona i nierozgałęziona lub rozgałęziająca się u samej góry, w górnej części bez liści i kolców, pajęczynowato owłosiona, u dołu czerwonawa, pod koszyczkami bezlistna. Osiąga wysokość od 30 do 120 cm.
LiścieObustronnie zielone, pierzastosieczne, różnokształtne: dolne jajowatolancetowate z szerokim oskrzydlonym ogonkiem, środkowe siedzące o nasadzie sercowatej, górne lancetowate. W dolnej części łodygi liście głęboko zatokowo klapowane skupione przy ziemi.
KwiatyZebrane w jajowate siedzące lub na krótkich ogonkach koszyczki szczytowe od 2 do 4 kwiatów, nieraz 5, najwyższy prosto wzniesiony, boczne krótkoogonkowe, odstające pod kątem prostym. Kwiaty koloru fioletowo-purpurowego o pajęczynowato osnutej okrywie. Zewnętrzne listki okrywy są kolczaste, górą podbarwione na brunatno. Wszystkie kwiaty w koszyczku są rurkowe, przeważnie obupłciowe, czasami spotyka się wyłącznie żeńskie.
OwocNiełupka z puchem kielichowym do 2 cm długości pełniącym rolę aparatu lotnego podczas rozsiewania przez wiatr.
KorzeńSzerokie kłącze, pączki zimujące znajdują się na poziomie ziemi.
Gatunki podobnePodobnym gatunkiem, bardzo pospolitym na wilgotnych łąkach jest ostrożeń błotny.

## Biologia i ekologia
Bylina, hemikryptofit. Kwitnie od maja do lipca, jest owadopylna.
Rośnie na żyznych, wilgotnych i zmiennowilgotnych stanowiskach i w innych wilgotnych, otwartych miejscach, najczęściej na wilgotnych łąkach, torfowiskach, w zaroślach, źródliskach, nad brzegami potoków i rzek. Roślina wilgociolubna, charakterystyczna dla żyznych i wilgotnych łąk zwanych, ze względu na jej dominację, łąkami ostrożeniowymi. Preferuje siedliska widne, świetliste, okresowo zacienione, wilgotne, żyzne, gleby gliniaste, mineralno-próchniczne i organiczno-mineralne o odczynie od umiarkowanie kwaśnego do zasadowego.
W uprawach rolnych, a szczególnie na łąkach jest chwastem. Autotrof, hemikryptofit. W klasyfikacji zbiorowisk roślinnych gatunek charakterystyczny dla żyznych, zmiennowilgotnych łąk należących do rzędu Molinietalia caerulae. W południowej części kraju i w rejonach podgórskich oraz w północno-wschodniej Polsce tworzy na wilgotnych, eutroficznych łąkach własny zespół łąk ostrożeniowych – Cirsietum rivularis.

## Zmienność
Ostrożeń łąkowy tworzy mieszańce z większością gatunków ostrożni, najczęściej z ostrożniem błotnym i ostrożniem warzywnym.

## Nazewnictwo
W starożytności rośliny z tego rodzaju wykorzystywano do leczenia żylaków – w języku greckim kirsos znaczy żylaki, skurczenie naczyń. Nazwa łacińska rivulus, czyli strumyczek – jest odniesieniem do wilgotnych miejsc występowania rośliny.